# Osamu Maeda
Osamu Maeda (jap. 前田治 Maeda Osamu; ur. 5 września 1965 w Fukuoka) – japoński piłkarz, reprezentant kraju.

## Kariera klubowa
Od 1988 do 1996 roku występował w klubie Yokohama Flügels.

## Kariera reprezentacyjna
W reprezentacji Japonii zadebiutował w 1988. W reprezentacji Japonii występował w latach 1988–1989. W sumie w reprezentacji wystąpił w 14 spotkaniach.

## Statystyki
| Reprezentacja Japonii | Reprezentacja Japonii | Reprezentacja Japonii |
| Rok                   | Mecze                 | Gole                  |
| --------------------- | --------------------- | --------------------- |
| 1988                  | 5                     | 1                     |
| 1989                  | 9                     | 5                     |
| Razem                 | 14                    | 6                     |

## Osiągnięcia
- Puchar Cesarza: 1993